# 漆原諸氏
漆原諸氏（チルォンジェし、朝鮮語: 칠원제씨）は、朝鮮の氏族の一つ。本貫は慶尚南道咸安郡である。2015年の調査では、20,095人である。
始祖は、中国・漢の政治家の諸葛嬰である。新羅の第13代王味鄒尼師今の時代に諸葛嬰の末裔である諸葛忠が新羅に渡来した。

## 集姓村
- 慶尚北道星州郡修倫面赤松洞
- 慶尚南道固城郡大可面尺亭里
- 全羅南道宝城郡栗於面[2]